# Костел святих Петра і Павла (Яворів)
Костел святих Петра і Павла — католицька сакральна споруда у місті Яворів на Львівщині.

## Коротка історія
Яворівський римо-католицький костел св. апостолів Петра і Павла було побудовано в 1640-их роках. Профінансував це спорудження Пилип Риковський. Храм виглядає скромно та лаконічно.
1682 року костел було освячено Яцеком Сієнцицьким — холмським латинським єпископом. 1807 року при реконструкції храму було побудовано невисоку вежу, що прикрашала фронтон костелу.
За радянських часів костел викристовувався як заводський склад і потроху занепадав.
1945 року Україну покинув останній плебан (латинський парох) Болеслав Голуб, який емігрував до Польщі. Святиню повернули віруючим в 1990 р.
1994 року боло споруджено нову дзвіницю, того ж року закуплено 3 нових дзвони. Тепер сюди приходять на служби також і католики Краковця (там костел не був заводським складом. Там костел був заводом, а є — руїною).
2009 року волонтери-студенти з Італії впорядкували подвір'я біля храму.